# Championnat d'Israël de football 1998-1999
Navigation
Championnat d'Israël 1997-1998 Championnat d'Israël 1999-2000
Le Championnat d'Israël de football 1998-1999 est la 47e édition de ce championnat.

## Classement[1]
| Rang | Équipe                     | Pts | J  | G  | N  | P  | Bp | Bc | Diff |
| ---- | -------------------------- | --- | -- | -- | -- | -- | -- | -- | ---- |
| 1    | Hapoël Haïfa               | 71  | 30 | 22 | 5  | 3  | 66 | 23 | +43  |
| 2    | Maccabi Tel-Aviv           | 63  | 30 | 20 | 3  | 7  | 77 | 32 | +45  |
| 3    | Maccabi Haïfa              | 60  | 30 | 19 | 3  | 8  | 62 | 24 | +38  |
| 4    | Betar Jérusalem            | 57  | 30 | 17 | 6  | 7  | 67 | 33 | +34  |
| 5    | Hapoël Tel-Aviv            | 52  | 30 | 15 | 7  | 8  | 45 | 26 | +19  |
| 6    | Hapoël Petah-Tikvah        | 46  | 30 | 13 | 7  | 10 | 54 | 47 | +7   |
| 7    | Hapoël Ironi Rishon LeZion | 42  | 30 | 12 | 6  | 12 | 58 | 61 | -3   |
| 8    | Hapoël Kfar Sabah          | 39  | 30 | 11 | 6  | 13 | 47 | 66 | -19  |
| 9    | Hapoël Jérusalem FC        | 38  | 30 | 11 | 5  | 14 | 35 | 52 | -17  |
| 10   | Maccabi Petah-Tikvah       | 37  | 30 | 10 | 7  | 13 | 45 | 45 | 0    |
| 11   | Bnei Yehoudah              | 36  | 30 | 10 | 6  | 14 | 43 | 51 | -8   |
| 12   | MS Ashdod                  | 36  | 30 | 9  | 9  | 12 | 40 | 49 | -9   |
| 13   | Maccabi Herzliya           | 35  | 30 | 10 | 5  | 15 | 31 | 42 | -11  |
| 14   | Hapoël Tsafririm Holon     | 34  | 30 | 8  | 10 | 12 | 35 | 38 | -3   |
| 15   | Hapoël Beit She'an         | 18  | 30 | 5  | 3  | 22 | 25 | 83 | -58  |
| 16   | Maccabi Jaffa              | 10  | 30 | 2  | 4  | 24 | 15 | 73 | -58  |

|  | Champion |
|  | Relégué  |

## Bilan de la saison
| Tableau d'Honneur                |                 |
| Compétition                      | Vainqueur       |
| Championnat d'Israël de football | Hapoël Haïfa    |
| Coupe d'Israël de football       | Hapoël Tel-Aviv |

| Promotions et relégations |                                                         |
| Relégués en Liga Leumit   | Hapoël Tsafririm Holon Hapoël Beit She'an Maccabi Jaffa |
| Promus en Ligat ha'Al     | Maccabi Netanya                                         |